# Diazine
Les diazines (ou diazabenzènes, à ne pas confondre avec les diazobenzènes) sont une sous-classe des azines. Elles correspondent  aux composés organiques de formule chimique  C4H4N2. Elles possèdent un cycle aromatique à 6 atomes dont deux sont des atomes d'azote. Il y a 3 isomères de position :

- pyridazine (1,2-diazine)
- pyrimidine (1,3-diazine)
- pyrazine (1,4-diazine)